# Araneus woodfordi
Araneus woodfordi är en spindelart som beskrevs av Pocock 1898. Araneus woodfordi ingår i släktet Araneus och familjen hjulspindlar. Inga underarter finns listade i Catalogue of Life.